# Ovadas
Ovadas is een plaats (freguesia) in de Portugese gemeente Resende en telt 337 inwoners (2001).